# Principio della capitalizzazione integrale
Per principio della capitalizzazione integrale, nell'ambito della gestione finanziaria degli istituti di previdenza, si intende quando tutti gli impegni dell'istituto di previdenza (liabilites) devono essere coperti dal patrimonio di previdenza (assets), tenendo conto soltanto dell'effettivo di assicurati e di beneficiari di rendite esistente (principio del bilancio in cassa chiusa) nel modo che le prestazioni possono essere effettuabili in quanto esigibili. Si contrappone al sistema a ripartizione.

## Descrizione
Gli istituti di previdenza, nella gestione dei sistemi pensionistici obbligatori, possono avere diversi sistemi di gestione finanziaria.
Nel caso in cui gestiscano sistemi pensionistici senza patrimonio di previdenza significa che non attuano il principio della capitalizzazione integrale in quanto le obbligazioni sono coperte dalle entrate correnti (principio di cassa) e non dal patrimonio di previdenza raccolto con i contributi obbligatori per le assicurazioni obbligatorie.
Nel caso in cui gestiscano il sistema pensionistico pubblico nel rispetto del principio della capitalizzazione integrale, significa che le obbligazioni sia nei confronti dei pensionati che degli attivi, sono coperte dal patrimonio di previdenza e quindi esigibili.

## Nel mondo

### Italia
In Italia gli enti previdenziali di cui al D.Lgs. 103/1996 pur applicando il metodo di calcolo contributivo a capitalizzazione simulata sulla crescita fin dalla loro istituzione non rispettano né il principio della capitalizzazione integrale, né il principio del bilancio in cassa chiusa.
Il principio della capitalizzazione integrale è previsto per alcuni istituti di previdenza, enti di diritto pubblico in Svizzera.
Il principio della capitalizzazione integrale è invece obbligatorio in Italia per i fondi pensione che raccolgono i versamenti degli aderenti volontari.

### Svizzera
Il principio della capitalizzazione integrale è previsto per alcuni istituti di previdenza, enti di diritto pubblico in Svizzera.